# Charles Émile Carré
Pour les articles homonymes, voir Carré (homonymie).
Charles Émile Carré, né en 1863 à Honfleur où il est mort en 1908, est un architecte français.

## Œuvres
Charles Émile Carré a beaucoup œuvré en Colombie. Il est notamment à l'architecte de la cathédrale de l'Immaculée-Conception de Medellín, de l'église San José de Marinilla et de la cathédrale Notre-Dame-du-Rosaire de Girardota.